# Ogilbia mccoskeri
Ogilbia mccoskeri är en fiskart som beskrevs av Møller, Schwarzhans och Nielsen 2005. Ogilbia mccoskeri ingår i släktet Ogilbia och familjen Bythitidae. Inga underarter finns listade i Catalogue of Life.